# Llista d'asteroides/159101-159200
| Nom              | Designació provisional | Data de descobriment   | Lloc de descobriment | Descobridor/s       |
| ---------------- | ---------------------- | ---------------------- | -------------------- | ------------------- |
| 159101 -         | 2004 TP351             | 10 d'octubre de 2004   | Kitt Peak            | Spacewatch          |
| 159102 -         | 2004 TU354             | 11 d'octubre de 2004   | Kitt Peak            | M. W. Buie          |
| 159103 -         | 2004 TR366             | 9 d'octubre de 2004    | Socorro              | LINEAR              |
| 159104 -         | 2004 UD6               | 20 d'octubre de 2004   | Socorro              | LINEAR              |
| 159105 -         | 2004 UA11              | 23 d'octubre de 2004   | Kitt Peak            | Spacewatch          |
| 159106 -         | 2004 VB3               | 3 de novembre de 2004  | Kitt Peak            | Spacewatch          |
| 159107 -         | 2004 VS3               | 3 de novembre de 2004  | Kitt Peak            | Spacewatch          |
| 159108 -         | 2004 VA9               | 3 de novembre de 2004  | Anderson Mesa        | LONEOS              |
| 159109 -         | 2004 VV11              | 3 de novembre de 2004  | Catalina             | CSS                 |
| 159110 -         | 2004 VF15              | 5 de novembre de 2004  | Palomar              | NEAT                |
| 159111 -         | 2004 VG15              | 5 de novembre de 2004  | Anderson Mesa        | LONEOS              |
| 159112 -         | 2004 VQ16              | 3 de novembre de 2004  | Palomar              | NEAT                |
| 159113 -         | 2004 VT18              | 4 de novembre de 2004  | Kitt Peak            | Spacewatch          |
| 159114 -         | 2004 VY18              | 4 de novembre de 2004  | Kitt Peak            | Spacewatch          |
| 159115 -         | 2004 VJ19              | 4 de novembre de 2004  | Kitt Peak            | Spacewatch          |
| 159116 -         | 2004 VV22              | 4 de novembre de 2004  | Catalina             | CSS                 |
| 159117 -         | 2004 VX23              | 5 de novembre de 2004  | Campo Imperatore     | CINEOS              |
| 159118 -         | 2004 VA25              | 4 de novembre de 2004  | Anderson Mesa        | LONEOS              |
| 159119 -         | 2004 VE31              | 3 de novembre de 2004  | Kitt Peak            | Spacewatch          |
| 159120 -         | 2004 VM31              | 3 de novembre de 2004  | Kitt Peak            | Spacewatch          |
| 159121 -         | 2004 VA36              | 4 de novembre de 2004  | Kitt Peak            | Spacewatch          |
| 159122 -         | 2004 VE51              | 4 de novembre de 2004  | Kitt Peak            | Spacewatch          |
| 159123 -         | 2004 VL53              | 7 de novembre de 2004  | Socorro              | LINEAR              |
| 159124 -         | 2004 VP62              | 6 de novembre de 2004  | Socorro              | LINEAR              |
| 159125 -         | 2004 VQ62              | 6 de novembre de 2004  | Socorro              | LINEAR              |
| 159126 -         | 2004 VT64              | 10 de novembre de 2004 | Kitt Peak            | Spacewatch          |
| 159127 -         | 2004 VW73              | 11 de novembre de 2004 | Anderson Mesa        | LONEOS              |
| 159128 -         | 2004 VS76              | 12 de novembre de 2004 | Catalina             | CSS                 |
| 159129 -         | 2004 VV91              | 3 de novembre de 2004  | Palomar              | NEAT                |
| 159130 -         | 2004 VO109             | 9 de novembre de 2004  | Mauna Kea            | C. Veillet          |
| 159131 -         | 2004 WF2               | 17 de novembre de 2004 | Campo Imperatore     | CINEOS              |
| 159132 -         | 2004 WU3               | 17 de novembre de 2004 | Campo Imperatore     | CINEOS              |
| 159133 -         | 2004 WG5               | 18 de novembre de 2004 | Socorro              | LINEAR              |
| 159134 -         | 2004 XR2               | 2 de desembre de 2004  | Socorro              | LINEAR              |
| 159135 -         | 2004 XL7               | 2 de desembre de 2004  | Palomar              | NEAT                |
| 159136 -         | 2004 XY8               | 2 de desembre de 2004  | Catalina             | CSS                 |
| 159137 -         | 2004 XK9               | 2 de desembre de 2004  | Catalina             | CSS                 |
| 159138 -         | 2004 XT10              | 3 de desembre de 2004  | Kitt Peak            | Spacewatch          |
| 159139 -         | 2004 XO15              | 9 de desembre de 2004  | Socorro              | LINEAR              |
| 159140 -         | 2004 XJ21              | 8 de desembre de 2004  | Socorro              | LINEAR              |
| 159141 -         | 2004 XM30              | 10 de desembre de 2004 | Campo Imperatore     | CINEOS              |
| 159142 -         | 2004 XQ33              | 11 de desembre de 2004 | Campo Imperatore     | CINEOS              |
| 159143 -         | 2004 XY39              | 10 de desembre de 2004 | Socorro              | LINEAR              |
| 159144 -         | 2004 XQ40              | 11 de desembre de 2004 | Kitt Peak            | Spacewatch          |
| 159145 -         | 2004 XZ60              | 14 de desembre de 2004 | Campo Imperatore     | CINEOS              |
| 159146 -         | 2004 XQ68              | 7 de desembre de 2004  | Socorro              | LINEAR              |
| 159147 -         | 2004 XH73              | 10 de desembre de 2004 | Socorro              | LINEAR              |
| 159148 -         | 2004 XZ76              | 10 de desembre de 2004 | Socorro              | LINEAR              |
| 159149 -         | 2004 XH104             | 10 de desembre de 2004 | Socorro              | LINEAR              |
| 159150 -         | 2004 XG105             | 11 de desembre de 2004 | Socorro              | LINEAR              |
| 159151 -         | 2004 XD109             | 12 de desembre de 2004 | Socorro              | LINEAR              |
| 159152 -         | 2004 XP130             | 10 de desembre de 2004 | Calvin-Rehoboth      | L. A. Molnar        |
| 159153 -         | 2004 XP133             | 15 de desembre de 2004 | Socorro              | LINEAR              |
| 159154 -         | 2004 XK137             | 15 de desembre de 2004 | Socorro              | LINEAR              |
| 159155 -         | 2004 XP137             | 4 de desembre de 2004  | Anderson Mesa        | LONEOS              |
| 159156 -         | 2004 XK166             | 2 de desembre de 2004  | Catalina             | CSS                 |
| 159157 -         | 2004 XM166             | 2 de desembre de 2004  | Catalina             | CSS                 |
| 159158 -         | 2004 XN177             | 11 de desembre de 2004 | Campo Imperatore     | CINEOS              |
| 159159 -         | 2004 XS178             | 13 de desembre de 2004 | Socorro              | LINEAR              |
| 159160 -         | 2004 XU178             | 13 de desembre de 2004 | Socorro              | LINEAR              |
| 159161 -         | 2004 YW6               | 18 de desembre de 2004 | Mount Lemmon         | Mount Lemmon Survey |
| 159162 -         | 2005 AY64              | 13 de gener de 2005    | Kitt Peak            | Spacewatch          |
| 159163 -         | 2005 ES129             | 9 de març de 2005      | Mount Lemmon         | Mount Lemmon Survey |
| 159164 La Cañada | 2005 JC22              | 3 de maig de 2005      | La Cañada            | La Cañada           |
| 159165 -         | 2005 QE92              | 26 d'agost de 2005     | Anderson Mesa        | LONEOS              |
| 159166 -         | 2005 RP24              | 11 de setembre de 2005 | Anderson Mesa        | LONEOS              |
| 159167 -         | 2005 RP25              | 10 de setembre de 2005 | Kingsnake            | J. V. McClusky      |
| 159168 -         | 2005 SQ5               | 23 de setembre de 2005 | Catalina             | CSS                 |
| 159169 -         | 2005 SP49              | 24 de setembre de 2005 | Kitt Peak            | Spacewatch          |
| 159170 -         | 2005 SR63              | 26 de setembre de 2005 | Kitt Peak            | Spacewatch          |
| 159171 -         | 2005 SE73              | 23 de setembre de 2005 | Kitt Peak            | Spacewatch          |
| 159172 -         | 2005 SQ105             | 25 de setembre de 2005 | Palomar              | NEAT                |
| 159173 -         | 2005 SB132             | 29 de setembre de 2005 | Kitt Peak            | Spacewatch          |
| 159174 -         | 2005 SL179             | 29 de setembre de 2005 | Anderson Mesa        | LONEOS              |
| 159175 -         | 2005 SU207             | 30 de setembre de 2005 | Socorro              | LINEAR              |
| 159176 -         | 2005 SY213             | 30 de setembre de 2005 | Catalina             | CSS                 |
| 159177 -         | 2005 SF225             | 29 de setembre de 2005 | Palomar              | NEAT                |
| 159178 -         | 2005 TK28              | 1 d'octubre de 2005    | Mount Lemmon         | Mount Lemmon Survey |
| 159179 -         | 2005 TN47              | 5 d'octubre de 2005    | Goodricke-Pigott     | R. A. Tucker        |
| 159180 -         | 2005 TJ152             | 11 d'octubre de 2005   | Kitt Peak            | Spacewatch          |
| 159181 Berdychiv | 2005 US12              | 29 d'octubre de 2005   | Andrushivka          | Andrushivka         |
| 159182 -         | 2005 UB27              | 23 d'octubre de 2005   | Catalina             | CSS                 |
| 159183 -         | 2005 UG51              | 23 d'octubre de 2005   | Catalina             | CSS                 |
| 159184 -         | 2005 US59              | 25 d'octubre de 2005   | Kitt Peak            | Spacewatch          |
| 159185 -         | 2005 UZ59              | 25 d'octubre de 2005   | Anderson Mesa        | LONEOS              |
| 159186 -         | 2005 US80              | 25 d'octubre de 2005   | Catalina             | CSS                 |
| 159187 -         | 2005 UY107             | 22 d'octubre de 2005   | Kitt Peak            | Spacewatch          |
| 159188 -         | 2005 UO120             | 24 d'octubre de 2005   | Kitt Peak            | Spacewatch          |
| 159189 -         | 2005 UO131             | 24 d'octubre de 2005   | Palomar              | NEAT                |
| 159190 -         | 2005 UR142             | 25 d'octubre de 2005   | Mount Lemmon         | Mount Lemmon Survey |
| 159191 -         | 2005 UW149             | 26 d'octubre de 2005   | Kitt Peak            | Spacewatch          |
| 159192 -         | 2005 UT156             | 22 d'octubre de 2005   | Kitt Peak            | Spacewatch          |
| 159193 -         | 2005 US164             | 24 d'octubre de 2005   | Kitt Peak            | Spacewatch          |
| 159194 -         | 2005 UR212             | 27 d'octubre de 2005   | Kitt Peak            | Spacewatch          |
| 159195 -         | 2005 UY215             | 25 d'octubre de 2005   | Kitt Peak            | Spacewatch          |
| 159196 -         | 2005 UA217             | 26 d'octubre de 2005   | Kitt Peak            | Spacewatch          |
| 159197 -         | 2005 UD218             | 24 d'octubre de 2005   | Kitt Peak            | Spacewatch          |
| 159198 -         | 2005 UB238             | 25 d'octubre de 2005   | Kitt Peak            | Spacewatch          |
| 159199 -         | 2005 UA248             | 28 d'octubre de 2005   | Mount Lemmon         | Mount Lemmon Survey |
| 159200 -         | 2005 UA261             | 25 d'octubre de 2005   | Mount Lemmon         | Mount Lemmon Survey |